# 植草裕樹
植草 裕樹（うえくさ ゆうき、1982年7月2日 - ）は、千葉県市原市出身の元サッカー選手。現役時代のポジションはGK。元TEPCOマリーゼ所属選手の河田優は妻。

## 来歴
中学3年時にサッカーに熱中し始め、市立船橋高校に進学。三年生の2000年に柏レイソルの特別指定選手となるが、高校卒業後、両親や恩師の薦めにより早稲田大学に進学。
2005年に川崎フロンターレに入団。在学時に怪我を負った経緯のために大学出身ルーキーとしては異例の半年間の契約であった。半年後に契約は延長された。ルーキーイヤーは吉原慎也・下川誠吾・相澤貴志に次ぐ4番手の扱いであり出番はなかった。2006年には下川誠吾が大分トリニータへ移籍したため、3番手となる。2007年には吉原慎也が東京ヴェルディへと期限付き移籍する一方、川島永嗣が名古屋グランパスから移籍加入し正GKの位置を獲得したため、3番手という立場に変化はなかった。
2008年になると今度は相澤がセレッソ大阪へ期限付き移籍し、入れ替わりで吉原が復帰。しかし、吉原が怪我を負ったため開幕ベンチ入りを果たすと、3月20日ヤマザキナビスコカップ予選第一戦のジェフ千葉戦で公式戦デビュー。この年ナビスコ杯4試合、天皇杯1試合の公式戦出場を記録する。
2009年、ユースから昇格した安藤駿介と入れ替わるように、J1昇格したモンテディオ山形に期限付き移籍。2010年も引き続き期限付き移籍延長の形で山形に残留し、選手会長にも就任。同年の第20節（対神戸戦）にて、山形の選手として初出場した。
2011年シーズンから山形に完全移籍。開幕の古巣川崎戦では自身初の開幕スタメンを射止めた。この年は前年まで不動の正GKだった清水健太とポジションを争い、自己最多の16試合に出場したが、皮肉にもチームは最下位でJ2降格となった。
2012年シーズンからヴィッセル神戸に完全移籍。背番号1を貰ったが、徳重健太の前に出場機会はなく自身2年連続となるJ2降格の屈辱を味わった。2013年は山本海人の加入で第3GKに転落したが、徳重が開幕前に負傷したため3月3日の徳島ヴォルティスとの開幕戦でベンチ入りを果たした。
しかし、神戸では2013年の天皇杯2試合出場以外に出場機会は無く、2014年8月1日にV・ファーレン長崎へ期限付き移籍した。第2GKからのスタートであったが、第31節ジュビロ磐田戦（1-1）で移籍後初出場を果たすと、続く第32節横浜FC戦（1-0）では松下年宏のPKを止めるなど活躍し勝利に貢献。それ以降正GKの座を勝ち取りシーズン終了まで12試合連続出場を果たした。
2015年1月9日、長崎へ完全移籍。しかし、この年以降は大久保択生にポジションを奪還され、レギュラーへの完全定着には至らなかった。
2016年7月28日、清水エスパルスへ完全移籍。シーズン序盤で負傷離脱した西部洋平と度重なるミスで自信を喪失していた杉山力裕に代わり移籍直後から正GKとして定着。この時点で清水の自動昇格は絶望的な状況にあったが、植草のファイト溢れるセービングはチーム状況を一変させ、出場したリーグ終盤戦を13勝1分1敗というエスパルス曲線を具現化するような驚異的な成績で乗り切り、シーズン2位で1年でのJ1復帰を勝ち取った。
しかし、J1復帰後は日本代表経験もある六反勇治の加入によって出場機会が減少。2018年のシーズン終了後に清水との契約は満了を迎えた。
2019年1月9日、現役引退と清水のクラブスタッフ（スカウト担当）就任が発表された。

## 所属クラブ
ユース経歴
- 1993年 - 1994年 菊間FC (市原市立菊間小学校)
- 1995年 - 1997年 市原市立菊間中学校
- 1998年 - 2000年 船橋市立船橋高等学校
  - 2000年 柏レイソル (特別指定選手)
- 2001年 - 2004年 早稲田大学

プロ経歴
- 2005年 - 2010年  川崎フロンターレ
  - 2009年 - 2010年  モンテディオ山形 (期限付き移籍)
- 2011年  モンテディオ山形
- 2012年 - 2014年  ヴィッセル神戸
  - 2014年8月 - 同年12月  V・ファーレン長崎 (期限付き移籍)
- 2015年 - 2016年7月  V・ファーレン長崎
- 2016年7月 - 2018年  清水エスパルス

## 個人成績
| 国内大会個人成績 | 国内大会個人成績 | 国内大会個人成績 | 国内大会個人成績 | 国内大会個人成績 | 国内大会個人成績 | 国内大会個人成績 | 国内大会個人成績 | 国内大会個人成績 | 国内大会個人成績 | 国内大会個人成績 | 国内大会個人成績 |
| 年度             | クラブ           | 背番号           | リーグ           | リーグ戦         | リーグ戦         | リーグ杯         | リーグ杯         | オープン杯       | オープン杯       | 期間通算         | 期間通算         |
| 年度             | クラブ           | 背番号           | リーグ           | 出場             | 得点             | 出場             | 得点             | 出場             | 得点             | 出場             | 得点             |
| 日本             | 日本             | 日本             | 日本             | リーグ戦         | リーグ戦         | リーグ杯         | リーグ杯         | 天皇杯           | 天皇杯           | 期間通算         | 期間通算         |
| ---------------- | ---------------- | ---------------- | ---------------- | ---------------- | ---------------- | ---------------- | ---------------- | ---------------- | ---------------- | ---------------- | ---------------- |
| 2005             | 川崎             | 34               | J1               | 0                | 0                | 0                | 0                | 0                | 0                | 0                | 0                |
| 2006             | 川崎             | 22               | J1               | 0                | 0                | 0                | 0                | 0                | 0                | 0                | 0                |
| 2007             | 川崎             | 22               | J1               | 0                | 0                | 0                | 0                | 0                | 0                | 0                | 0                |
| 2008             | 川崎             | 22               | J1               | 0                | 0                | 4                | 0                | 1                | 0                | 5                | 0                |
| 2009             | 山形             | 30               | J1               | 0                | 0                | 1                | 0                | 2                | 0                | 3                | 0                |
| 2010             | 山形             | 20               | J1               | 2                | 0                | 6                | 0                | 1                | 0                | 9                | 0                |
| 2011             | 山形             | 16               | J1               | 16               | 0                | 1                | 0                | 2                | 0                | 19               | 0                |
| 2012             | 神戸             | 1                | J1               | 0                | 0                | 1                | 0                | 0                | 0                | 1                | 0                |
| 2013             | 神戸             | 1                | J2               | 0                | 0                | -                | -                | 2                | 0                | 2                | 0                |
| 2014             | 神戸             | 1                | J1               | 0                | 0                | 0                | 0                | 0                | 0                | 0                | 0                |
| 2014             | 長崎             | 43               | J2               | 12               | 0                | -                | -                | 0                | 0                | 0                | 0                |
| 2015             | 長崎             | 43               | J2               | 11               | 0                | -                | -                | 1                | 0                | 12               | 0                |
| 2016             | 長崎             | 43               | J2               | 0                | 0                | -                | -                | -                | -                | 0                | 0                |
| 2016             | 清水             | 43               | J2               | 15               | 0                | -                | -                | 2                | 0                | 17               | 0                |
| 2017             | 清水             | 43               | J1               | 0                | 0                | 4                | 0                | 0                | 0                | 4                | 0                |
| 2018             | 清水             | 43               | J1               | 0                | 0                | 0                | 0                | 0                | 0                | 0                | 0                |
| 通算             | 日本             | 日本             | J1               | 18               | 0                | 17               | 0                | 6                | 0                | 41               | 0                |
| 通算             | 日本             | 日本             | J2               | 37               | 0                | -                | -                | 5                | 0                | 43               | 0                |
| 総通算           | 総通算           | 総通算           | 総通算           | 56               | 0                | 17               | 0                | 11               | 0                | 84               | 0                |

- 特別指定選手としての公式戦出場はなし